# Alfonso Menéndez
Alfonso Menéndez (né le 31 mai 1966) est un archer espagnol. Il participe aux  Jeux olympiques d'été de 1992 et remporte le titre olympique dans l'épreuve par équipe avec ses coéquipiers Antonio Vázquez et Juan Holgado.

## Palmarès

### Jeux olympiques
- Jeux olympiques de 1992 à Barcelone,  Espagne
  -  Médaille d'or.